# Frank Pellegrino
Frank Pellegrino (East Harlem, New York, 1944. május 19. – Manhattan, New York, 2017. január 31.) amerikai színész.

## Filmjei

### Mozifilmek
- Nagymenők (Goodfellas) (1990)
- Rejtélyes manhattani haláleset (Manhattan Murder Mystery) (1993)
- Mr. Wonderful (1993)
- Angie (1994)
- Sorsjegyesek (It Could Happen to You) (1994)
- Tarantella (1995)
- Copland (1997)
- Silent Prey (1997)
- Sztárral szemben (Celebrity) (1998)
- A keresztapus (Mickey Blue Eyes) (1999)
- Egy bérgyilkos naplója (18 Shades of Dust) (2001)
- Meleg töltények (Friends and Family) (2001)
- Kéménykötésűek (Knockaround Guys) (2001)
- Happy End (2003)
- Sörös Liga (Beer League) (2006)
- Delivering the Goods (2012)

### Tv-filmek
- Kojak – A könyvelő halála (None So Blind) (1990)
- A legfiatalabb keresztapa (Love, Honor & Obey: The Last Mafia Marriage) (1993)
- On Seventh Avenue (1996)
- Gotti (1996)
- Hátsó ablak (Rear Window) (1998)
- Searching for Bobby D (2005)
- Ráktanya eladó (Brooklyn Lobster) (2005)

### Tv-sorozatok
- Veszélyes küldetés (New York Undercover) (1994–1995, 16 epizódban)
- The City (1995)
- Swift Justices (1996, négy epizódban)
- F/X: The Series (1997)
- Dellaventura (1997)
- Esküdt ellenségek (Law & Order) (1995, 1999, két epizódban)
- Maffiózók (The Sopranos) (1999–2004, 11 epizódban)
- New York sűrűjében (Big Apple) (2001)
- Harmadik műszak (Third Watch) (2001)
- Esküdt ellenségek: Bűnös szándék (Law & Order: Criminal Intent) (2002)
- Odd Mom Out (2015)

## További információ
- Frank Pellegrino a PORT.hu-n (magyarul)
- Frank Pellegrino az Internetes Szinkronadatbázisban (magyarul)
- Frank Pellegrino az Internet Movie Database-ben (angolul)
- Frank Pellegrino a Rotten Tomatoeson (angolul)